# Classi C e D (cacciatorpediniere)
La classe C e D è stata una classe di 14 cacciatorpediniere della Royal Navy britannica. Come negli anni precedenti era previsto di ordinare una nuova flottiglia completa da otto unità più un capoflottiglia all'anno. Nel programma 1929-1930 vennero però ordinate solo 4 navi più un capoflottiglia, denominate classe C. Le altre quattro unità vennero cancellate a seguito di un programma di risparmio e disarmo varato dal governo laburista di Ramsay MacDonald. Nel seguente programma per l'anno 1930-1931 venne ordinata invece una flottiglia completa, denominata classe D. Le cinque unità classe C vennero trasferite alla Royal Canadian Navy tra il 1937 ed il 1939, mentre due unità classe D vennero trasferite in seguito durante la seconda guerra mondiale.

## Progetto
Le unità della classe erano basate sul progetto delle precedenti classe B, ingrandito per fornire una maggiore autonomia alle navi e per permettere l'installazione di un cannone antiaereo da 76 mm. Con questa classe venne introdotto per la prima volta nei cacciatorpediniere britannici un sistema di puntamento centralizzato. Le unità classe C ebbero una disposizione particolare del ponte di comando, con la timoneria e la bussola separate dalla torre di controllo fuoco e dalla sala mappe. Questa disposizione particolare non venne riproposta nelle seguenti classi.
Le unità classe D vennero costruite in base ad un progetto molto simile a quello delle C, eccetto che per la rimozione dell'attrezzatura per il dragaggio delle mine, eliminata per fare spazio a un maggior numero di cariche di profondità e alle apparecchiature asdic. Era inizialmente previsto che questa sottoclasse venisse armata utilizzando le nuove mitragliatrici antiaeree Vickers da 12,7 mm ma a causa della scarsa disponibilità di queste armi vennero equipaggiate con cannoni Vickers-Armstrong QF 2 lb la Daring, la Diana, la Diamond e la Defender.
Inizialmente tutte le navi imbarcavano un pezzo da 76 mm antiaereo tra i fumaioli, in una posizione infelice a causa del campo di fuoco ristretto dagli stessi fumaioli. Dal 1937 i questi cannoni vennero rimossi e le installazioni "Pom Pom" vennero trasferite nella stessa posizione.

### Capoflottiglia
La Kempenfelt e la Duncan vennero costruite come capoflottiglia. A differenza delle unità similari della classe A, vennero costruiti partendo dallo stesso progetto delle unità della Flottiglia per rendere il gruppo omogeneo tatticamente. La Kempenfelt ebbe caldaie tipo Yarrow che funzionavano a temperature superiori a quelle raggiunte dalle caldaie standard tipo Admiralty.

## Modifiche
Sei unità classe D e una classe C andarono perdute nei primi due anni della seconda guerra mondiale, senza quindi essere state modificate estensivamente. In genere vennero rimossi i tubi lanciasiluri di poppa, rimpiazzati dal vecchio cannone antiaereo da 76 mm, l'albero poppiero e il secondo fumaiolo vennero ribassati per aumentare il campo di tiro. Un radar Type 286 per l'individuazione di velivoli nemici venne installato in alcune unità, insieme con una coppia di mitragliere antiaeree da 20 mm Oerlikon posizionate ai lati del ponte di comando.
Nel 1942 il Duncan, impiegato come scorta ai convogli nell'Atlantico settentrionale venne modificato in funzione di questi compiti. Il cannone Y sul ponte di poppa venne rimosso per aumentare ulteriormente il numero di cariche di profondità stivabili. Venne anche installato un radar centimetrico Type 271 al posto delle precedenti strumentazioni di controllo fuoco. Un radiogoniometro venne installato su un nuovo albero posizionato tra i tubi lanciasiluri, mentre per rafforzare l'armamento antiaereo vennero aggiunte sei mitragliere Oerlikon. Un lanciatore Hedgehog venne installato a prua al posto del cannone in posizione A. La Decoy, trasferita alla Royal Canadian Navy e rinominata HMCS Kootenay, venne modificata in maniera similare, mantenendo però il cannone A e il cannone antiaereo da 76 mm e ricevendo quindi solo quattro mitragliere Oerlikon. L'Hedgehog venne invece installato al posto del pezzo B, insieme a due cannoni anticarro da 57 mm, installati per respingere gli attacchi delle E-boot. La Comet, ceduta anch'essa al Canada e rinominata HMCS Restigouche, venne modificata come la Duncan, ricevendo il radiogoniometro al posto del cannone da 76 mm.

## Navi
| Pennant number                 | Nome       | Costruttori                | Impostazione      | Varo              | Completamento    | Fine |
| Classe C                       | Classe C   | Classe C                   | Classe C          | Classe C          | Classe C         | Classe C |
| ------------------------------ | ---------- | -------------------------- | ----------------- | ----------------- | ---------------- | --- |
| D18 (cambiato in I18 nel 1940) | Kempenfelt | J. Samuel White, Cowes     | 18 ottobre 1930   | 29 ottobre 1931   | 30 maggio 1932   | Ceduta al Canada come HMCS Assiniboine nel 1939, arenata sull'Isola del Principe Edoardo il 10 novembre 1945                                             |
| H00                            | Comet      | HM Dockyard, Portsmouth    | 12 settembre 1930 | 30 settembre 1931 | 2 giugno 1932    | Ceduta al Canada come HMCS Restigouche nel 1938, venduta per essere demolita il 9 novembre 1945                                                          |
| H60                            | Crusader   | HM Dockyard, Portsmouth    | 12 settembre 1930 | 30 settembre 1930 | 2 maggio 1930    | Ceduta al Canada come HMCS Ottawa nel 1938, affondata dal sottomarino tedesco U-91 nel Golfo di San Lorenzo il 13 settembre 1942                         |
| H83                            | Cygnet     | Vickers Armstrongs, Barrow | 1º dicembre 1930  | 29 settembre 1931 | 15 aprile 1932   | Ceduta al Canada come HMCS St. Laurent nel 1937, venduta per essere demolita nel 1946                                                                    |
| H48                            | Crescent   | Vickers Armstrongs, Barrow | 1º dicembre 1930  | 29 settembre 1931 | 1º aprile 1934   | Ceduta al Canada come HMCS Fraser nel 1937, affondata dopo una collisione con l'incrociatore HMS Calcutta nell'estuario della Gironda il 25 giugno 1940  |
| Classe D                       |            |                            |                   |                   |                  | |
| D99 (cambiato in I99 nel 1940) | Duncan     | HM Dockyard, Portsmouth    | 25 settembre 1931 | 7 luglio 1932     | 31 marzo 1933    | Venduta per essere demolita nel 1945 |
| H53                            | Dainty     | Fairfield, Govan           | 20 aprile 1931    | 3 maggio 1932     | 22 dicembre 1932 | Affondata da un attacco aereo al largo di Tobruk il 24 febbraio 1941                                                                                     |
| H16                            | Daring     | Thornycroft, Woolston      | 18 giugno 1931    | 7 aprile 1932     | 25 novembre 1932 | Affondata da un sottomarino tedesco al largo di Duncansby Head il 18 febbraio 1940                                                                       |
| H75                            | Decoy      | Thornycroft                | 25 giugno 1931    | 7 giugno 1932     | 17 gennaio 1933  | Ceduta al Canada come HMCS Kootenay nel 1943, venduta per essere demolita nel 1946                                                                       |
| H07                            | Defender   | Vickers Armstrongs         | 22 giugno 1931    | 7 aprile 1932     | 31 ottobre 1932  | Affondata da un attacco aereo al largo di Sidi el Barrani l'11 luglio 1941                                                                               |
| H38                            | Delight    | Fairfield                  | 22 aprile 1931    | 2 giugno 1932     | 31 gennaio 1933  | Affondata da un attacco aereo al largo di Portland il 29 luglio 1940                                                                                     |
| H22                            | Diamond    | Vickers Armstrongs         | 29 settembre 1931 | 8 aprile 1932     | 3 novembre 1932  | Affondata da un attacco aereo al largo di Morea il 27 aprile 1941                                                                                        |
| H49                            | Diana      | Palmers, Jarrow            | 12 giugno 1931    | 16 giugno 1932    | 21 dicembre 1932 | Ceduta al Canada come HMCS Margaree nel 1940, affondata dopo la collisione con il mercantile Port Faity nell'Atlantico settentrionale il 22 ottobre 1940 |
| H64                            | Duchess    | Palmers                    | 12 giugno 1931    | 19 luglio 1932    | 27 gennaio 1933  | Affondata dopo la collisione con la nave da battaglia HMS Barham nel canale del Nord il 12 dicembre 1939                                                 |